# Айхмофобія
Айкмофо́бія (від грец. 'aichmē' (точки) і 'phobos' (страх).) — хвороблива боязнь гострих речей,, таких як олівці, голки, ножі, вказівний палець, або навіть гострий кінець парасольки. Воно походить від грецького aichmē (точки) і Фобос (страх). Іноді це загальний термін, використовують і для позначення того, що більш конкретно називається як страх перед голками, або голкофобією. Страх голки є екстремальним і ірраціональним гіперболізованим страхом медичних процедур, пов'язаних з ін'єкціями або голками для підшкірних ін'єкцій. Найчастіше фобія проявляється у дітей і з дорослішанням ослаблюється.

## Особливості
Як і всі фобії, айкмофобія має різні прояви у різних людей. Дехто боїться тільки особливо гострих ножів, такі як шеф-кухарські або мисливські. Деякі бояться усіляких ножів. Інші бояться голок. Деякі люди бояться усіх об'єктів, які вони сприймають як гострі, в тому числі шпиль парасольки, скрепки і вішалки для одягу. Загалом, чим сильнішим є розлад, тим більше елементів, які сприймаються як небезпечні.